# Hugo Lapalus
Pour les articles homonymes, voir Lapalus.
Hugo Lapalus, né le 9 juillet 1998 à Annecy, est un fondeur français. Membre du club de La Clusaz, il est spécialiste des courses de distance.

## Biographie
En tant que sportif, il commence dans le ski alpin, puis opte pour le ski de fond en classe de cinquième.
Lapalus fait ses débuts internationaux lors de la saison 2015-2016, où il dispute ses premiers Championnats du monde junior à Rasnov, où il décroche la médaille de bronze avec Martin Collet, Jules Lapierre et Camille Laude, puis gagne sa première course individuelle à Arber.
Lors des Championnats du monde junior 2017, à Soldier Hollow, il finit encore troisième du relais, et s'illustre individuellement avec deux top dix : sixième du skiathlon et septième du dix kilomètres libre.
En 2018-2019, Lapalus prend part au circuit continental de la Coupe OPA, où il remporte sa première manche au quinze kilomètres libre au Brassus.
Il dispute sa première épreuve de coupe du monde deux semaines plus tard au quinze kilomètres libre de Falun (46e). Après deux nouvelles victoires dans des compétitions mineures, il marque ses premiers points pour la Coupe du monde avec une 23e place au quinze kilomètres libre de Davos, puis prend part au Tour de ski, où il figure notamment au dixième rang sur l'étape finale, un dix kilomètres libre avec l'ascension de l'Alpe Cermis, favorable à ses caractéristiques.
Après une onzième place obtenue à Nové Město, il participe aux championnats du monde des moins de 23 ans, où il prend la médaille de bronze sur le quinze kilomètres classique.
Lors de la saison 2020-2021, comme meilleure performance, il parvient à finir dixième au classement du Tour de ski, où il enregistre plusieurs top dix sur des étapes, dont une septième place. Quelques semaines plus tard, en tant que leader de sa catégorie d'âge en Coupe du monde, il gagne le quinze kilomètres libre des Championnats du monde des moins de 23 ans à Vuokatti, puis reçoit une sélection pour ses premiers championnats du monde, à Oberstdorf, où après une 21e place au quinze kilomètres libre, il est intégré dans le relais français et remporte une médaille de bronze avec ses coéquipiers Jules Lapierre, Clément Parisse et Maurice Manificat. 

## Palmarès

### Jeux olympiques
| Épreuve / Édition | Sprint | Sprint                           | 15 km                            | 15 km     | Skiathlon 2 × 15 km | 50 km | Relais | Relais                              |
| Épreuve / Édition | libre  | classique                        | libre                            | classique | Skiathlon 2 × 15 km | 50 km | Sprint | 4 × 10 km                           |
| Pékin 2022        | —      | Épreuve inexistante à cette date | Épreuve inexistante à cette date | 7e        | DNF                 | —     | 7e     | Médaille de bronze, Jeux olympiques |

Légende :
- : première place, médaille d'or
- : deuxième place, médaille d'argent
- : troisième place, médaille de bronze
- : pas d'épreuve
- — : épreuve non disputée par Lapalus
- DNF : abandon

### Championnats du monde
| Épreuve / Édition | Sprint                           | Sprint                           | 15 km                            | 15 km                            | Skiathlon 2 × 15 km | 50 km | Relais | Relais                    |
| Épreuve / Édition | libre                            | classique                        | libre                            | classique                        | Skiathlon 2 × 15 km | 50 km | Sprint | 4 × 10 km                 |
| Obertsdorf 2021   | Épreuve inexistante à cette date | —                                | 21e                              | Épreuve inexistante à cette date | DNF                 | —     | —      | Médaille de bronze, monde |
| Planica 2023      | Épreuve inexistante à cette date | —                                | 11e                              | Épreuve inexistante à cette date | 16e                 | 26e   | —      | 4e                        |
| Trondheim 2025    | —                                | Épreuve inexistante à cette date | Épreuve inexistante à cette date | 11e                              | 11e                 |       | —      |                           |

Légende :
- : première place, médaille d'or
- : deuxième place, médaille d'argent
- : troisième place, médaille de bronze
- : pas d'épreuve
- — : non disputée par Lapalus
- DNF : abandon

### Coupe du monde
- Meilleur classement général : 24e en 2021.
- 3 podiums : 3 troisièmes places.

#### Course par étapes
- Tour de Ski :
  - Meilleur classement : 3e en 2024.
  - 1 podium : 1 troisième place.

#### Classements détaillés
| Saison / Épreuve | Général | Général | Distance | Distance | Sprint | Sprint | Tour de Ski depuis 2007 | Finales depuis 2008              | Nordic Opening depuis 2011       |
| ---------------- | ------- | ------- | -------- | -------- | ------ | ------ | ----------------------- | -------------------------------- | -------------------------------- |
| Saison / Épreuve | Place   | Points  | Place    | Points   | Place  | Points | Tour de Ski depuis 2007 | Finales depuis 2008              | Nordic Opening depuis 2011       |
| 2020             | 52e     | 106     | 36e      | 96       | –      | –      | 36e                     | Épreuve inexistante à cette date | —                                |
| 2021             | 24e     | 292     | 21e      | 188      | –      | –      | 10e                     | Épreuve inexistante à cette date | 37e                              |
| 2022             | 27e     | 223     | 22e      | 159      | –      | –      | 15e                     | Épreuve inexistante à cette date | Épreuve inexistante à cette date |

### Championnats du monde junior etmoins de 23 ans
| Épreuve / Édition            | Sprint                           | Sprint                           | 10 km                            | 10 km                            | 15 km (libre)                    | Skiathlon 2 × 10 km              | Relais                    |
| Épreuve / Édition            | libre                            | classique                        | libre                            | classique                        | 15 km (libre)                    | Skiathlon 2 × 10 km              | Relais                    |
| Mondiaux 2016 Râșnov         | —                                | Épreuve inexistante à cette date | Épreuve inexistante à cette date | —                                | 36e                              | Épreuve inexistante à cette date | Médaille de bronze, monde |
| Mondiaux 2017 Soldier Hollow | Épreuve inexistante à cette date | —                                | 7e                               | Épreuve inexistante à cette date | Épreuve inexistante à cette date | 6e                               | Médaille de bronze, monde |
| Mondiaux 2018 Goms           | —                                | Épreuve inexistante à cette date | Épreuve inexistante à cette date | 8e                               | Épreuve inexistante à cette date | 8e                               | 4e                        |

| Épreuve / Édition            | 15 km                            | 15 km                            | 30 km mass-start                 | 30 km mass-start                 | Relais                           |
| Épreuve / Édition            | libre                            | classique                        | libre                            | classique                        | Relais                           |
| Mondiaux 2019 Lahti          | 15e                              | Épreuve inexistante à cette date | Épreuve inexistante à cette date | 21e                              | Épreuve inexistante à cette date |
| Mondiaux 2020 Oberwiesenthal | Épreuve inexistante à cette date | Médaille de bronze, monde        | 13e                              | Épreuve inexistante à cette date | 6e                               |
| Mondiaux 2021 Vuokatti       | Médaille d'or, monde             | Épreuve inexistante à cette date | Épreuve inexistante à cette date | —                                | —                                |

### Coupe OPA
- 5e du classement général en 2019.
- 3 podiums, dont 2 victoires.

### Championnats de France
Champion de France Élite :
- Relais : 2017, 2018

## Distinctions
- 2022 :  Chevalier de l'ordre national du Mérite [4]